# Jan Herreman
Jan Herreman (Bevere, 10 september 1928 – Kruishoutem, 19 oktober 2014) was een Belgisch CVP-politicus.
Hij startte zijn politieke loopbaan in Oudenaarde in 1965, het jaar waarin zijn geboorteplaats fuseerde met deze stad in de Vlaamse Ardennen. Hij bleef er gemeenteraadslid tot 1971 waarvan hij 3 jaar schepen van cultuur, toerisme en onderwijs was. In de provincie Oost-Vlaanderen was hij 25 jaar provincieraadslid om er - vanaf 1971 - 20 jaar gedeputeerde te worden. Hij was er tevens ondervoorzitter van de Economische Raad voor Oost-Vlaanderen (EROV).
Binnen de CVP was Herreman van ACW-strekking en beroepshalve hoofd van de pensioendienst binnen de Christelijke Mutualiteit. Hij was er in zijn eigen regio verantwoordelijk bij de oprichting van tal van plaatselijke afdelingen van de Kristelijke Bond voor Gepensioneerden (KBG), heden bekend onder de naam OKRA.
Zowel in Oost-Vlaanderen als op nationaal vlak had hij een bestuursfunctie binnen de organisatie van Volkstuinen, waar Herreman een tijd lang nationaal voorzitter was.